# Daniel McFarlan Moore

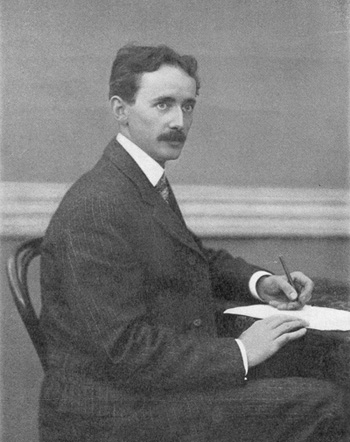
Daniel McFarlan Moore

Daniel McFarlan Moore (* 27. Februar 1869 im Northumberland, Pennsylvania; † 15. Juni 1936 in East Orange, New Jersey) war ein US-amerikanischer Elektroingenieur, welcher sich gegen Ende des 19. Jahrhunderts mit elektrischen Beleuchtungssystemen beschäftigte und unter anderem die nach ihm benannte Moore-Lampe, eine frühe Bauform einer Gasentladungsröhre, entwickelte.
Nach seiner Ausbildung war er von 1890 bis 1894 bei United Edison Manufacturing Company angestellt, danach machte er sich mit Moore Light Company und der Moore Electric Company selbständig. In 1895 und den Folgejahren entwickelte und verbesserte er die Moore-Lampe, die er 1902 patentieren ließ. Moore hielt in Summe knapp 100 Patente, neben verschiedenen Gasentladungsröhren auch Patente aus dem Bereich der Funktechnik. Moore wurde im Juni 1936 im Hof vor seiner Garage von einem Unbekannten erschossen.

## Patente
Auszug wesentlicher Patente von Daniel McFarlan Moore:
- Patent  US496366: Electrical Light Display. Angemeldet am 25. April 1893.‌
- Patent  US613864: Phosphorescent Electrical Lighting. Angemeldet am 8. November 1898.‌
- Patent  US702319: Electric-tube lamp. Angemeldet am 10. Juni 1902.‌
- Patent  US1014247: Fire for Joints in Vacuum Tubes. Angemeldet am 9. Januar 1912.‌
- Patent  US1316967: Gaseous-Conduction Lamp. Angemeldet am 23. September 1919.‌